# Dominic Salcido
Dominic Salcido (1º marzo 1984) è un pugile statunitense.
Ha un record attuale di 17-1, con 9 successi prima del limite.